# Энен-Бомон-1 (кантон)
Энен-Бомон-1 (фр. Hénin-Beaumont-1) — кантон во Франции, находится в регионе О-де-Франс, департамент Па-де-Кале. Входит в состав округа Ланс.

## История
Кантон образован в результате реформы 2015 года. В его состав вошли северная часть города Энен-Бомон и три прилегающие коммуны.

## Состав кантона
В состав кантона входят коммуны (население по данным Национального института статистики за 2018 г.):
- Дурж (5 935 чел.)
- Монтиньи-ан-Гоэль (10 315 чел.)
- Уаньи (9 841 чел.)
- Энен-Бомон (9 202 чел.) (северные кварталы)

## Политика
На президентских выборах 2022 г. жители кантона отдали в 1-м туре Марин Ле Пен 46,1 % голосов против 21,1 % у Жана-Люка Меланшона и 17,5 % у Эмманюэля Макрона; во 2-м туре в кантоне победила Ле Пен, получившая 64,1 % голосов. (2017 год. 1 тур: Марин Ле Пен – 42,3 %, Жан-Люк Меланшон – 21,9 %, Эмманюэль Макрон – 14,9 %, Франсуа Фийон – 8,1 %; 2 тур: Ле Пен – 58,0 %. 2012 год. 1 тур: Марин Ле Пен — 32,1 %, Франсуа Олланд — 29,9 %, Николя Саркози — 16,1 %; 2 тур: Олланд — 59,7 %).
С 2015 года кантон в Совете департамента Па-де-Кале представляют член совета города Уаньи Франсуа Вьяль (François Vial) и вице-мэр города Энен-Бомон Мариз Пулен (Maryse Poulain) (оба — Национальное объединение).
|                | Кандидаты                          | Партия                   | Первый тур | Первый тур     | Второй тур | Второй тур |
| Кол-во голосов | Кандидаты                          | Партия                   | % голосов  | Кол-во голосов | % голосов  |            |
| -------------- | ---------------------------------- | ------------------------ | ---------- | -------------- | ---------- | ---------- |
|                | Франсуа Вьяль Мариз Пулен          | Национальное объединение | 4 034      | 53,06          | 4 194      | 52,87      |
|                | Марселло Делла Франка Фабьян Дюпуи | Социалистическая партия  | 3 254      | 42,80          | 3 738      | 47,13      |
|                | Ласен Раис Латифа Улаффа           | Прочие                   | 314        | 4,13           |            |            |

|                | Кандидаты                         | Партия                      | Первый тур | Первый тур     | Второй тур | Второй тур |
| Кол-во голосов | Кандидаты                         | Партия                      | % голосов  | Кол-во голосов | % голосов  |            |
| -------------- | --------------------------------- | --------------------------- | ---------- | -------------- | ---------- | ---------- |
|                | Франсуа Вьяль Мариз Пулен         | Национальный фронт          | 5 315      | 46,15          | 6 086      | 51,84      |
|                | Жанна-Мари Дюбуа Жан-Пьер Корбизе | Социалистическая партия     | 3 489      | 30,30          | 5 654      | 48,16      |
|                | Анн-Софи Тазарек Тони Франконвиль | Правый блок                 | 1 194      | 10,37          |            |            |
|                | Эдмон Брюнель Дороте Физази       | Левый фронт                 | 770        | 6,69           |            |            |
|                | Тьерри Денёвий Марин Тонделье     | Европа Экология — «Зелёные» | 748        | 6,50           |            |            |